# Castell de Vredenburg
El castell de Vredenburg (Neerlandès: (Kasteel) Vredenburg o Vredeborch) va ser un castell del segle xvi construït per l'emperador Habsburg Carles V a la ciutat d'Utrecht, als Països Baixos. Algunes de les restes del castell, que només va estar en peus durant 50 anys, encara es poden veure en el que ara és l'avinguda Vredenburg de la ciutat neerlandesa.

## Imatges antigues i excavacions

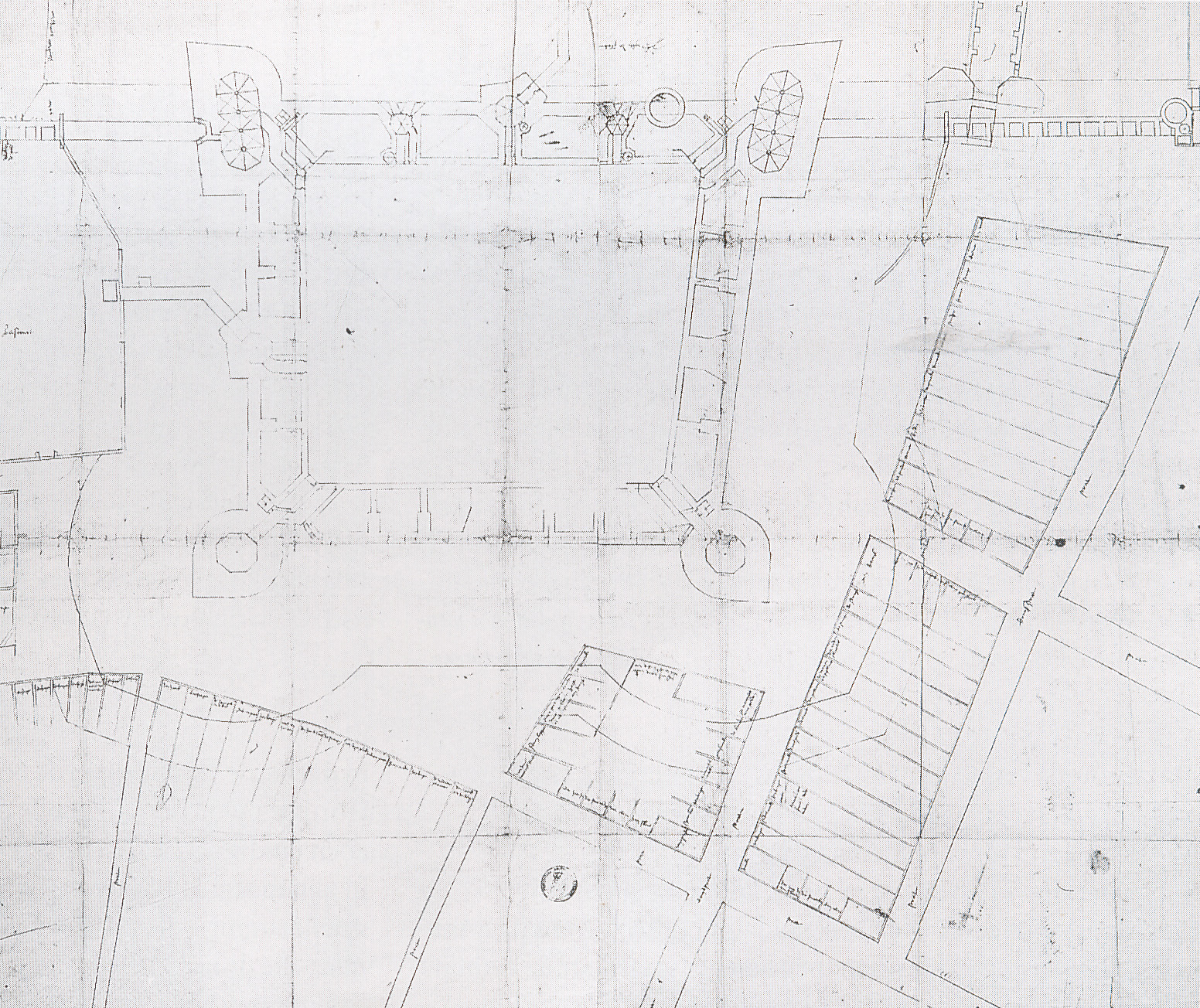
Disseny de Rombout II Keldermans, 1529
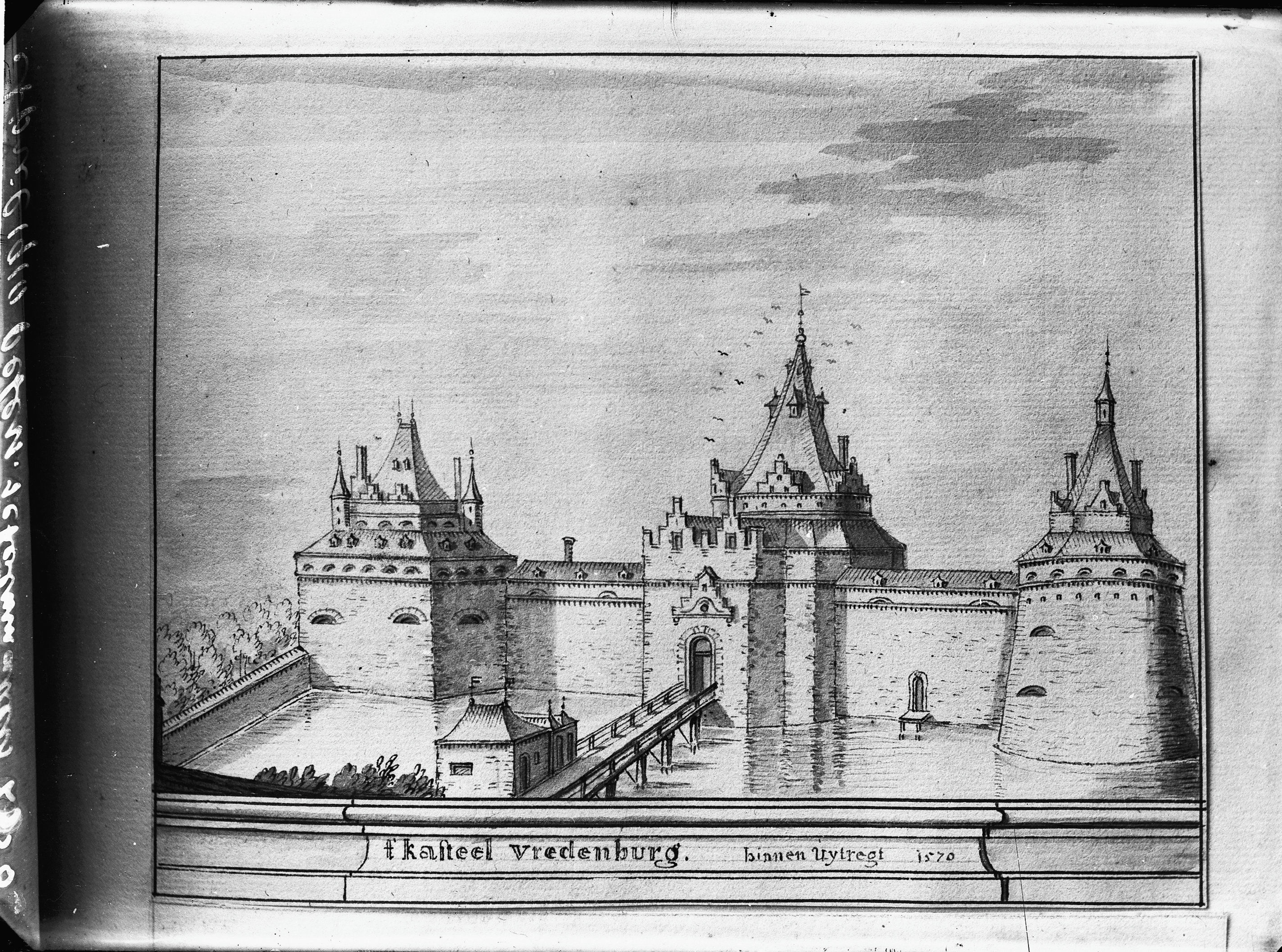
Drawing, 1570
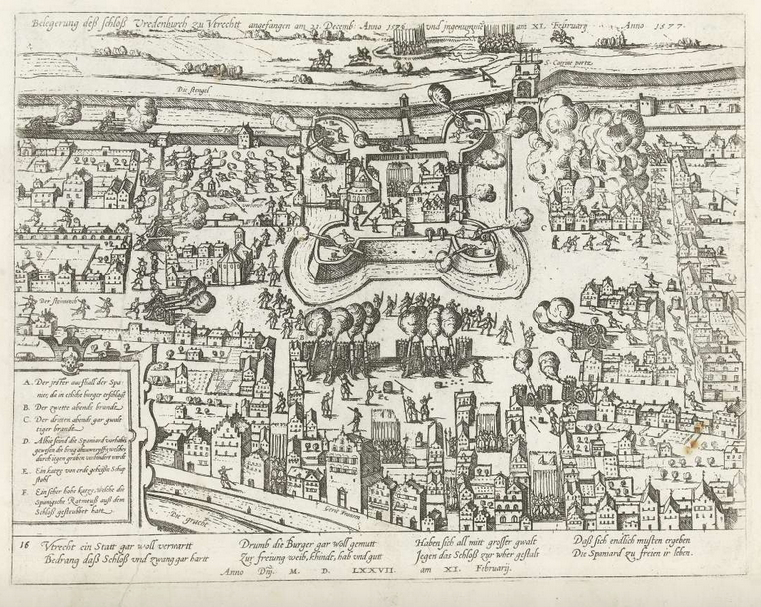
Setge de Vredenburg
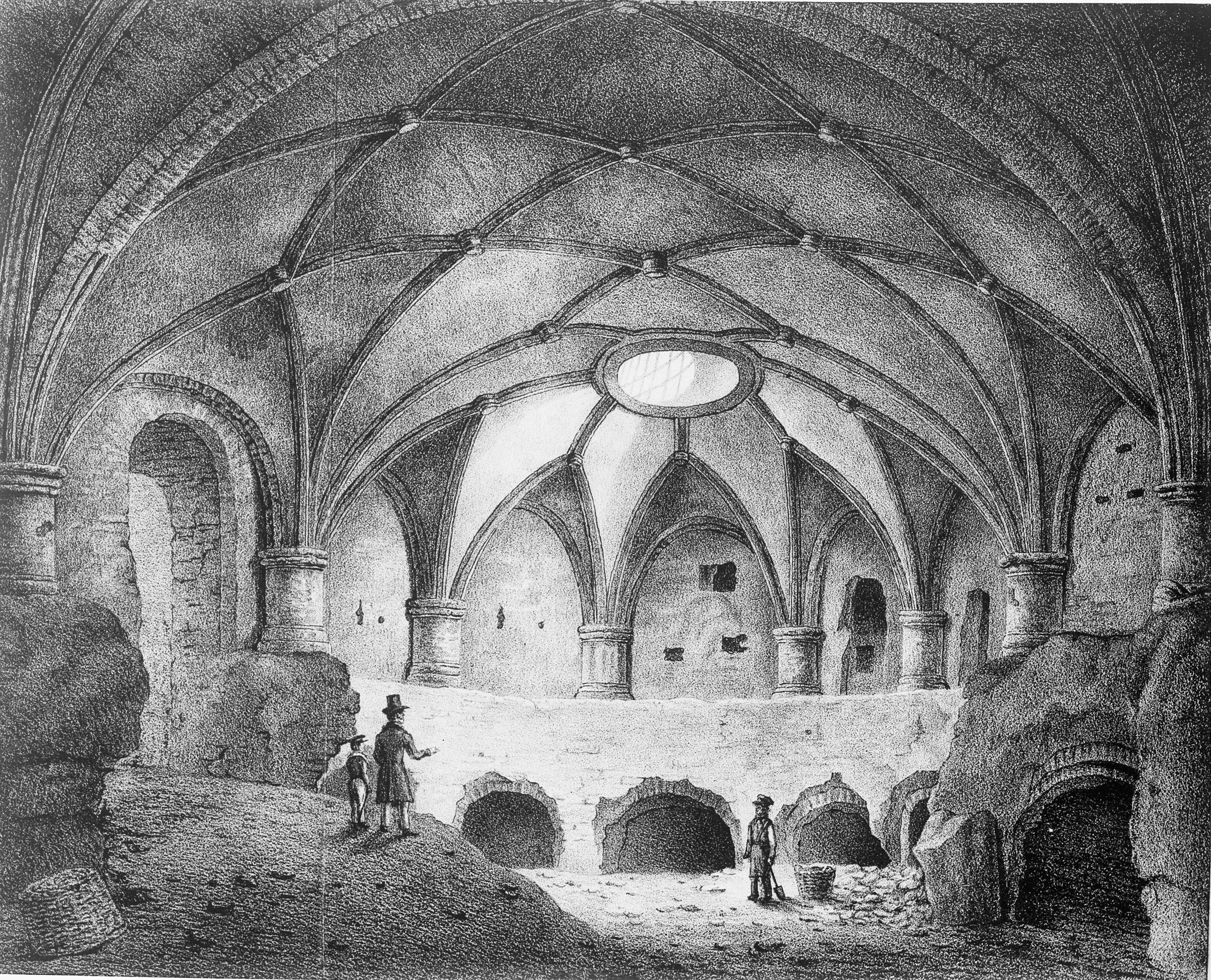
Cambra meridional, litografia 1837
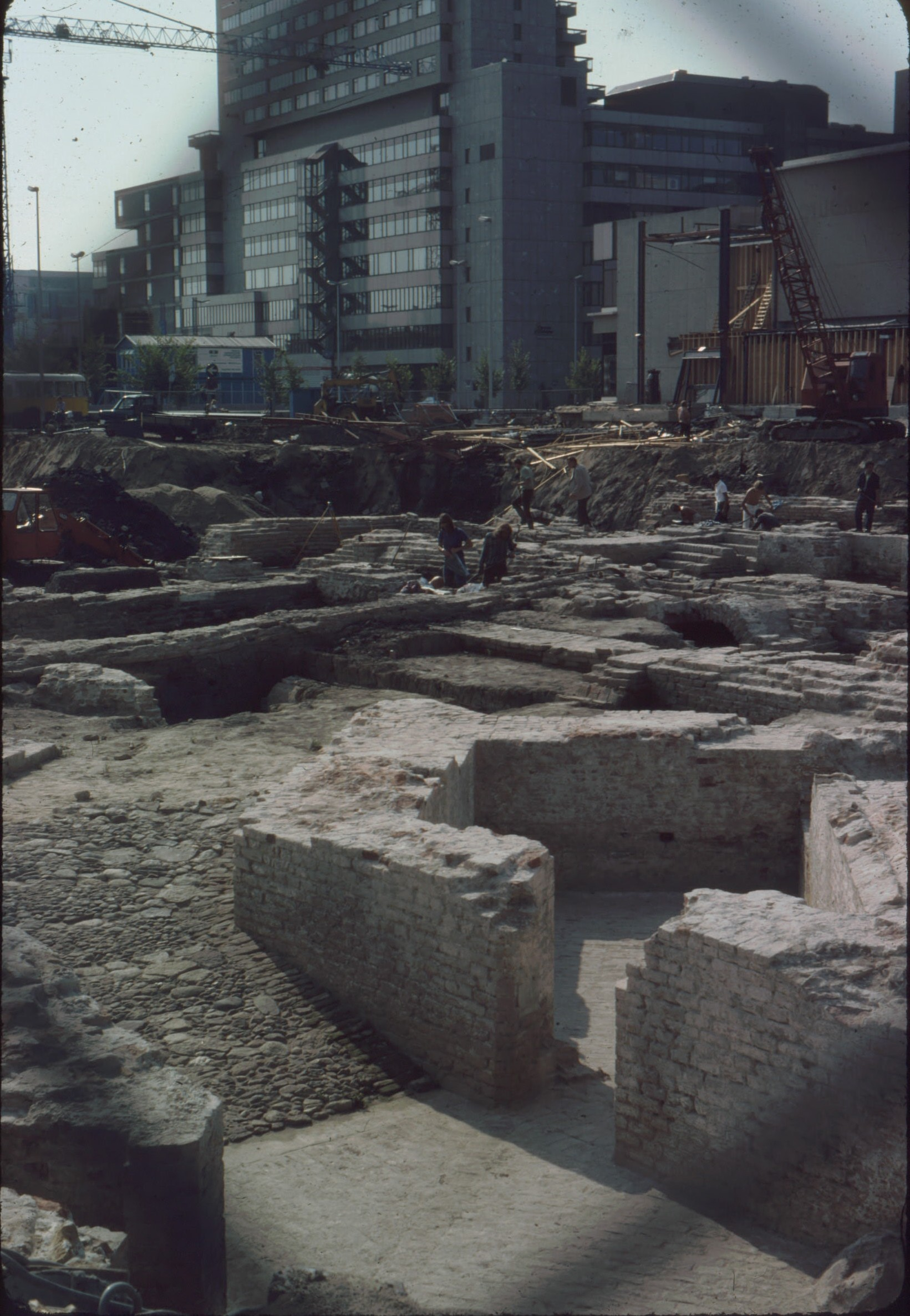
Fonaments del castell el 1976
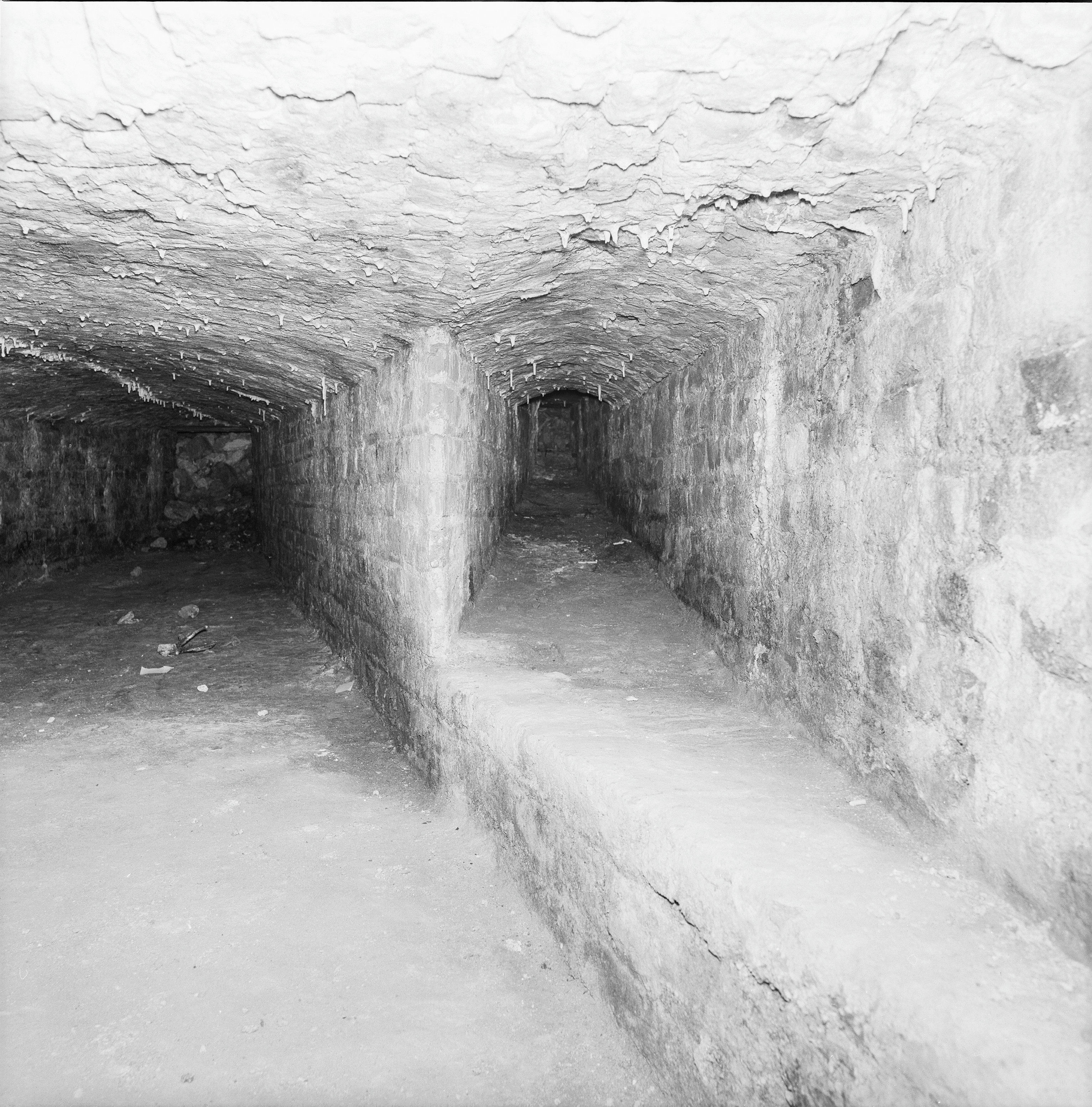
Foto 10
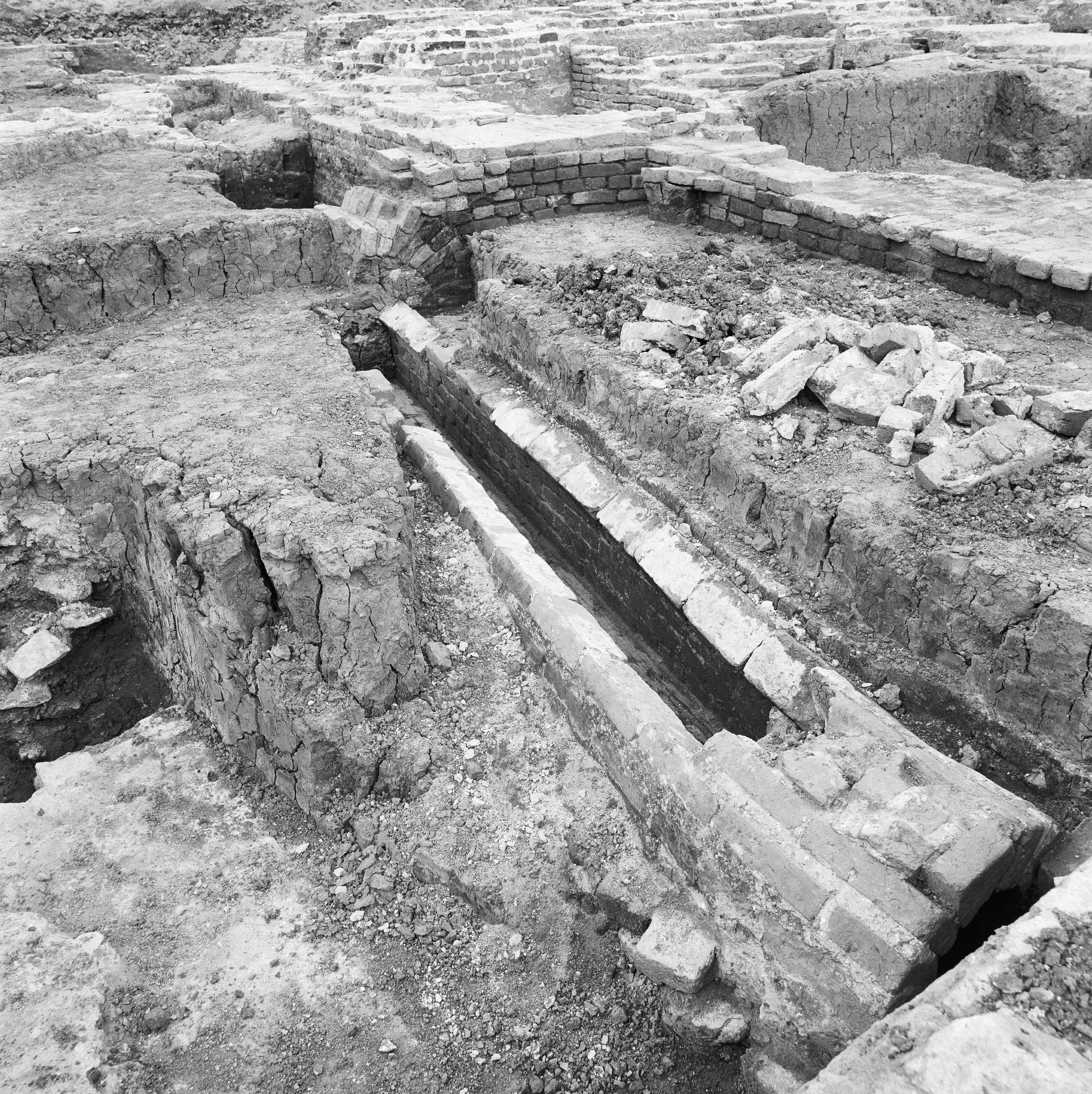
Foto 13
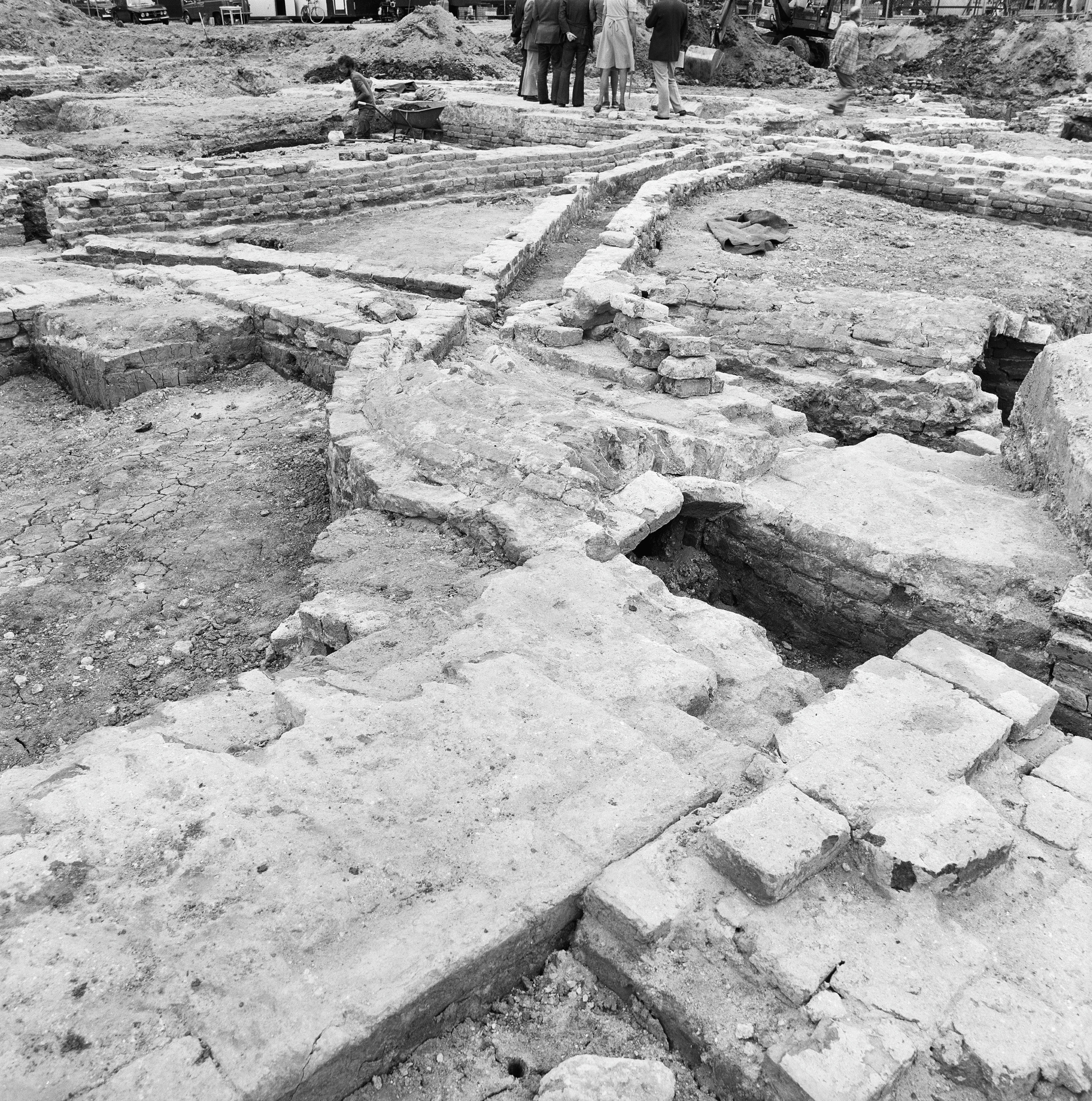
Foto 45
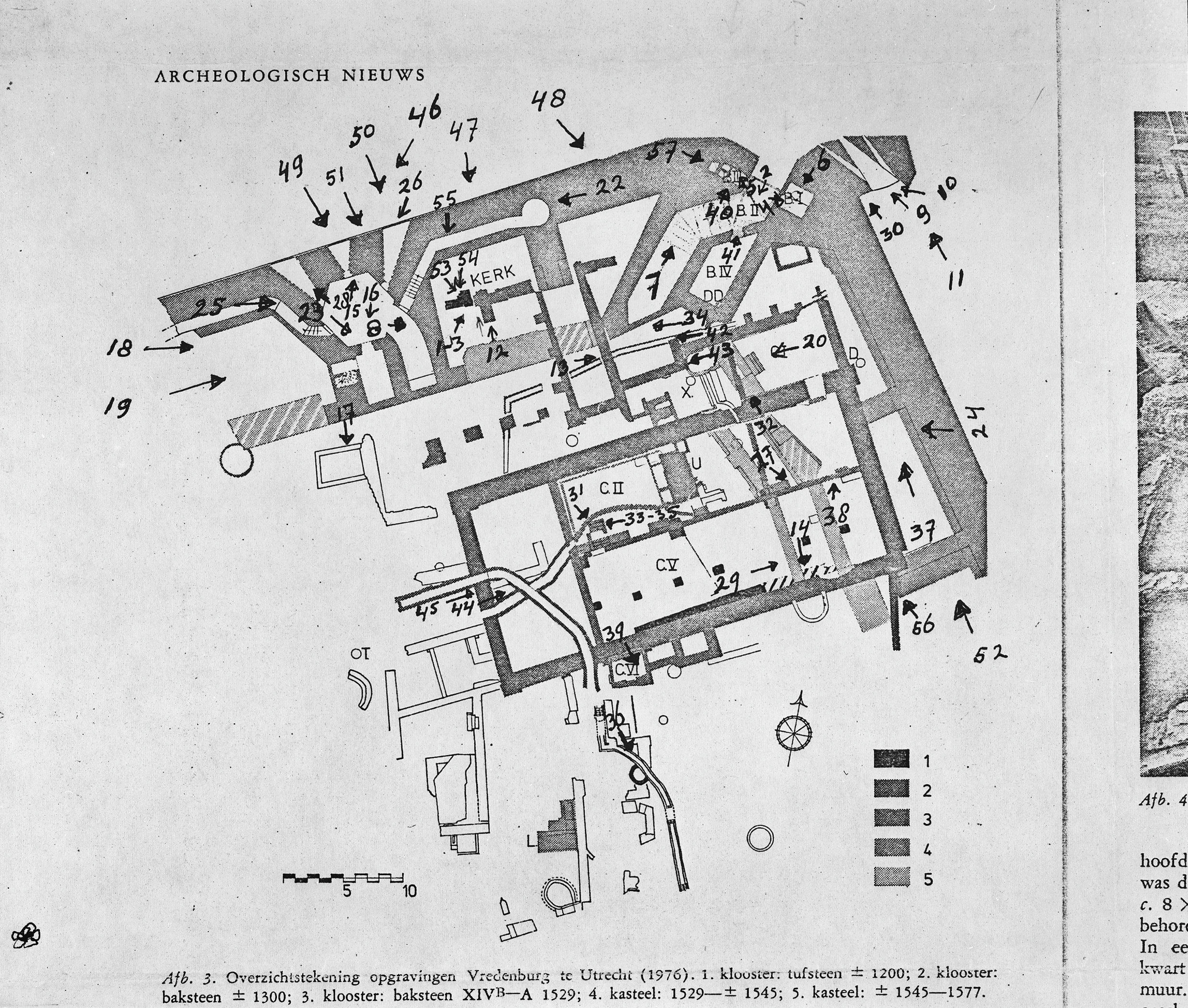
Mapa de les excavacions amb la localització de fotografies, dècada de 1970